# De l'horrible danger de la lecture
De l’horrible danger de la lecture est une courte facétie satirique de Voltaire publiée en 1766.
Dans ce texte, émis depuis le « palais de la Stupidité » sous la forme d’un Édit, Joussouf Chéribi, « mouphti du Saint-Empire ottoman », s’élève contre la lecture, qui « tend évidemment à dissiper l’ignorance, qui est la gardienne et la sauvegarde des États bien policés. »

## Résumé
De l’horrible danger de la lecture est un texte argumentatif court qui critique non pas la religion en elle-même, mais ses représentants (car Voltaire n'était pas athée mais déiste).
Il propose la critique d’un système politico-religieux qui maintient le peuple dans l’ignorance (c'est-à-dire l'obscurantisme) en jouant sur la religion, la superstition et les lois qui sanctionnent :
- Voltaire se cache derrière des « masques » pour paraître authentique, par exemple : Joussouf Chéribi.
- Il prend l'exemple de l’Orient mais critique en réalité le contexte contemporain de la France, d'où les allusions à la France : « un petit Etat nommé Frankrom » et le jeu sur la date : 1143 (calendrier musulman)  + 622 (hégire) = 1765 (date de publication).
- Le texte est présenté sous forme de lois ou décrets visant à interdire l’imprimerie.
- La première loi montre bien que les deux pouvoirs maintiennent le peuple dans l’ignorance pour mieux les contrôler en leur interdisant de lire : « cette facilité de communiquer ses pensées tend évidemment à dissiper l’ignorance ».
- Dans la deuxième loi, Voltaire énonce des arguments scientifiques dans le sens où les connaissances techniques mèneraient à la modernisation de l’agriculture.
- Les dirigeants exercent aussi un contrôle sur la population grâce à un enseignement inexact de l’Histoire.

## Analyse
Dans cette « joyeuse caricature, faite d’antiphrases, décapante à souhait de toutes les condamnations des livres des Philosophes», Voltaire dénonce la censure avec une virulence sauvage et une virtuosité étourdissante.
- Dans l'article 4, Voltaire parle indirectement de l’Encyclopédie, dont le but est de collecter toutes les connaissances humaines de l’époque. Il dit que les philosophes pouvaient « éclairer les hommes et les rendre meilleurs ». Il utilise encore l’ironie et se sert des arguments de ses adversaires pour les rendre ridicules : « misérables philosophes » qui enseignent « des vertus dangereuses ». Il expose ainsi ses propres idéaux et ceux des philosophes de son époque.
- Voltaire utilise aussi l’ironie en disant le contraire de ce qu’il pense : les six articles sont à prendre dans le sens inverse ; c'est presque un “credo progressiste”. On note une exagération des adjectifs que Joussouf emploie pour qualifier les dangers de la lecture : « horrible », « pernicieux », « infernale invention », « tentation diabolique entraînant la damnation éternelle »… Il rend hommage aux philosophes et à la connaissance qui s’obtient selon lui par la lecture.
- Dans l'article 2, Voltaire livre sa réflexion sur le développement des sociétés : l'homme doit "cultiver" la terre mais aussi faire du commerce et de l'industrie ("exciter leur industrie") qui permettent l'enrichissement de la nation et "l'élévation d'âme"[3].

Pour conclure, sous la forme d’un texte de lois, Voltaire critique une monarchie de droits divins où religion et politique sont trop étroitement liées. Mais il défend aussi avec ironie la liberté d’expression, les sciences, les arts et la philosophie. Ce texte a en réalité pour but de ridiculiser la censure et rend hommage aux philosophes des Lumières qui y sont engagés. Ce texte pose le problème de l’obscurantisme que Voltaire cherche à dénoncer.
La dystopie est située dans un pays étranger lointain, et réputé dangereux, ou en tout cas mal connu, l'Empire ottoman, pour éviter des réactions de censure, ou de pression ou de répression, si le texte avait nommément concerné tel pays plus proche, comme la France. Le texte se présente comme une critique de l'Islam présenté comme intolérant, (parce qu'à peu près inconnu à cette époque en France), mais le lecteur à esprit critique comprend que la religion visée est, d'abord et surtout, pour un lecteur d'Europe occidentale, le christianisme catholique (par opposition à tels courants protestants permettant un accès plus direct aux textes bibliques).
Voltaire profite aussi de ce texte pour donner un coup de patte à Rousseau qui, dans le Discours sur les sciences et les arts, avait déploré « les désordres affreux que l’Imprimerie a déjà causés en Europe.» 

## Histoire éditoriale
La première édition de ce texte paraît en janvier 1766 dans la troisième partie des Nouveaux Mélanges publiés par l’éditeur genevois Cramer. Sa date de composition est inconnue, mais peut être située au deuxième trimestre 1765, après les condamnations successives du Dictionnaire philosophique par le Parlement de Paris, l’Assemblée du clergé, et le Pape. Il est réimprimé dans toutes les éditions successives des Œuvres de Voltaire.